# Тілль Маєр
Тілль Маєр (нар. 31 січня 1972 року в Гаусгамі, округ Місбах) — німецький фотожурналіст, воєнний репортер, автор і режисер документальних фільмів. Головним напрямком його творчості є Україна. З 2017 року він документує війну на Донбасі як довгостроковий проєкт. З початку масштабного вторгнення Росії щомісяця публікує текстові та фоторепортажі з України. Часто їздить безпосередньо в зони бойових дій.

## Життя та робота
Після закінчення середньої школи в Пегніці Тілль Маєр почав працювати позаштатним автором для Nordbayerischer Kurier. Для свого першого репортажу з кризової зони 1993 року він вирушив до Боснії. Відтоді фотожурналіст регулярно співпрацює з гуманітарними організаціями та своїми фотографіями та репортажами підвищує обізнаність про страждання людей у зонах війни, криз та стихійних лих по всьому світу. У 2003 та 2004 роках він реалізував фотопроєкти в Ірані та Іраку
.
Тілль Маєр працює редактором в Obermain-Tagblatt.  2000 року він ініціював читацьку кампанію «Допомагати – це весело», яка підтримує нужденних і яку він очолює.
З часів проєкту «Червоний кут, важке життя» (Roter Winkel, hartes Leben) про тих, хто вижив у концтаборах, він присвятив себе допомозі нужденним людям похилого віку у Львові. Разом із Пірміном Стирнолом Маєр зняв два документальні фільми в Україні: «Зима у Львові» про повсякденне життя людей похилого віку та «За посмішку» про роботу клоунів-лікарів «Червоні Носи».
У співпраці з Handicap International, Тілль Маєр прагне підтримувати цивільне населення, яке отримало інвалідність внаслідок воєнних дій. Навесні 2019 року мандрівну виставку «потрясіння. Удари, що змінюють усе» (erschüttert. Einschläge, die alles ändern) було представлено німецькому Бундестагу в будівлі Пауля Льобе. Мультимедійна виставка привертає увагу до руйнівних наслідків застосування вибухової зброї в населених пунктах. З великою повагою та співчуттям Маєр розповідає історії людей у Лівії, Чаді, Південному Судані, Конго, Сирії, Лівані, Іраку, Афганістані, Сербії, Боснії, Колумбії та Україні, чиї життя сколихнула війна.
З 2017 року Тілль Маєр документував війну Росії проти України на Донбасі та постійно попереджав про небезпеку масштабного нападу. Після російської атаки 24 лютого 2022 року він щомісяця їздить до України та публікує свої звіти, зокрема, в Augsburger Allgemeine, Main-Post, RND, Südkurier, Rheinische Post, Frankfurter Rundschau, Stuttgarter Nachrichten  і Stuttgarter Zeitung.

## Фільмографія
- Зима у Львові (спільно з Пірміном Стирнолом, 2017)
- Заради посмішки... (разом з Пірміном Стирнолом, 2018)